# Fertilización humana

La reacción acrosómica de un erizo de mar, un proceso similar. Tenga en cuenta que la imagen muestra varias etapas de un mismo espermatozoide: solo uno penetra en el óvulo

La fertilización humana, fecundación humana o concepción, es la unión de un óvulo y un espermatozoide humanos, que generalmente ocurre en la trompa de Falopio. El resultado de esta unión es la producción de una célula: el cigoto o huevo fertilizado, que inicia el desarrollo del embrión.
El proceso de fecundación implica la fusión del material genético de un óvulo con el de un espermatozoide.

Al encontrarse con el ovocito secundario, el acrosoma del espermatozoide produce enzimas que le permiten excavar a través de la capa gelatinosa exterior del huevo. La membrana plasmática del espermatozoide luego se fusiona con la membrana plasmática del óvulo, lo que hace que la cabeza se desconecte de su flagelo, durante el transcurso del viaje del óvulo a lo largo de la trompa hacia al útero.
La fertilización in vitro (FIV) es un proceso mediante el cual el óvulo y los espermatozoides son reunidos fuera del útero, en una probeta (in vitro). 

## Historia
En la creencia popular existía la suposición de que ni un hombre, ni las relaciones sexuales tenían una conexión plausible con la ocurrencia de un embarazo. Más bien, el embarazo se había atribuido a los efectos del agua, la luz del sol o la luna, o incluso la comida.
Demócrito, Alcmaeon, Parménides, Empédocles y los médicos hipocráticos asumieron que en la paridad de la procreación ambos compañeros sexuales aportaban cantidades iguales de semen (semilla) y compartían esfuerzos. Aristóteles concibió la formación de nuevos individuos a través de la fusión de fluidos masculinos y femeninos, con forma y función emergiendo gradualmente, en un modo que llamó epigénesis. La contribución de la mujer a la concepción era la sangre menstrual (como sustancia para la nucleación) y el hombre en su semen (como intermediario representado por la forma y el movimiento en el tejido femenino).
El embriólogo Karl Ernst von Baer descubrió el óvulo en 1827, recién a partir de esa investigación se creó un significado, médicamente exacto del término concepción. Anteriormente, prevalecía la suposición errónea de que el espermatozoide descubierto bajo el microscopio representaría una especie de "semilla" que contiene el embrión ya formado, que la mujer recibe como "suelo fértil" (doctrina de la preformación). Esto dio como resultado el nombre inapropiado de "semillas" para los espermatozoides, que ya no se usa en la actualidad debido a su significado engañoso. Una semilla de planta ya contiene un embrión de planta y de ninguna manera puede servir para fertilizar un óvulo de planta (ver también polinización).
Los científicos descubrieron la dinámica de la fertilización humana en el siglo XIX. El fisiólogo inglés Martin Barry descubrió la penetración del espermatozoide en el óvulo en 1842.
Como resultado de los avances en la medicina reproductiva, la concepción también es posible a través de la inseminación artificial.

## Anatomía
La anatomía de la fertilización humana implica en última instancia: dos gametos y un órgano llamado trompa uterina, trompa de Falopio u oviducto.

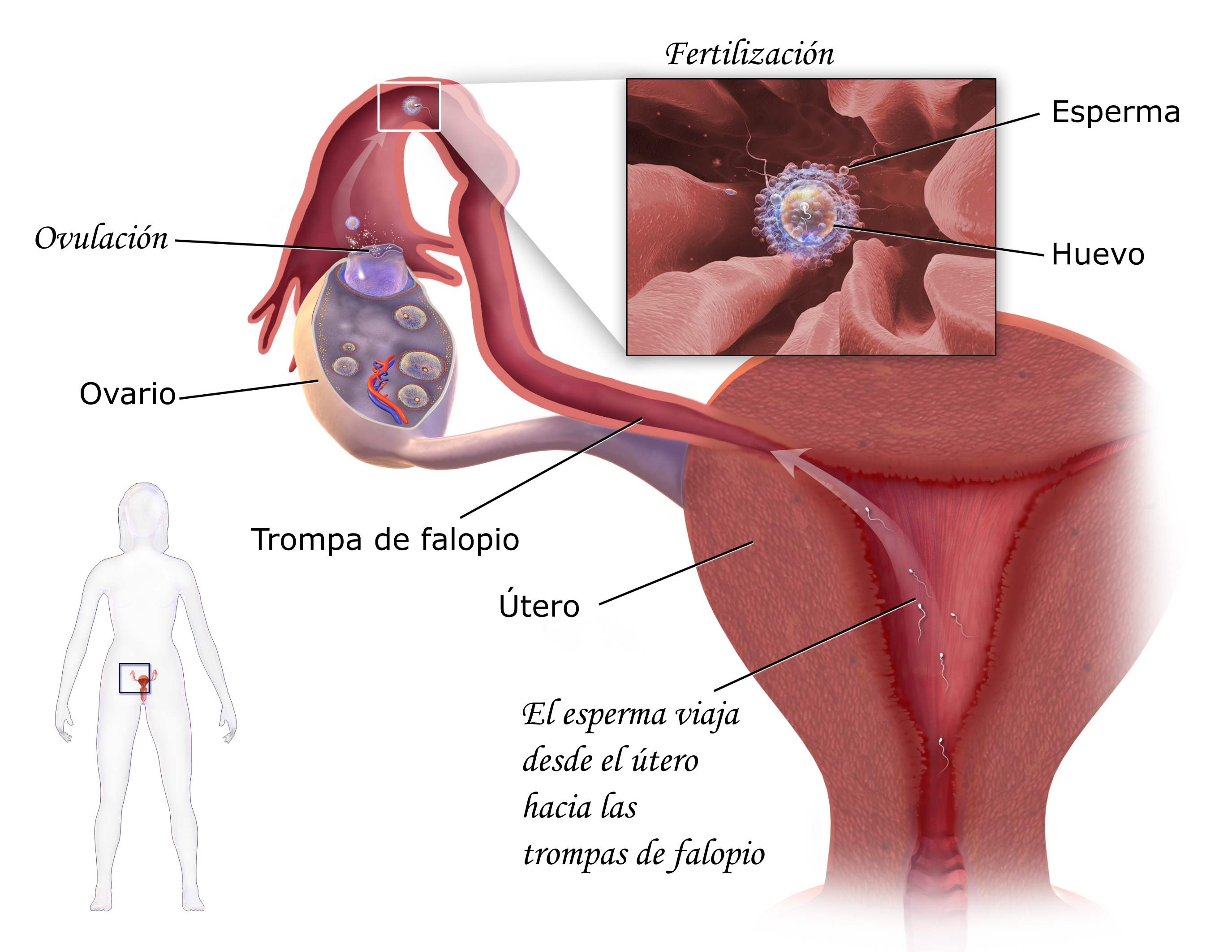
Ilustración que representa la ovulación y la fertilización.

La fecundación suele ocurrir en la ampolla de la trompa, el segmento del tercio externo de la trompa del útero (oviducto).

La ampolla sola, mide de 7 a 8 centímetros de longitud y tiene 7-8  milímetros de diámetro, es la porción más larga y gruesa de la trompa de Falopio.
Los espermatozoides  capacitados son atraídos por la progesterona, que es secretada por las células del cúmulo que rodean al ovocito. La progesterona se une al receptor CatSper en la membrana del espermatozoide y aumenta los niveles de calcio intracelular, provocando una motilidad hiperactiva. Los espermatozoides continuarán nadando hacia concentraciones más altas de progesterona, guiándolos efectivamente hacia el ovocito.

## Fases de la fecundación humana
La fertilización se suele dividir clásicamente para su estudio, en al menos tres fases: fase 1 Penetración de la corona radiata, fase 2 Penetración de la zona pelúcida, fase 3 fusión de las membranas.

### Penetración
Para llegar hasta el ovocito, el espermatozoide debe atravesar la corona radiata y la zona pelúcida, dos capas diferentes que cubren, rodean y protegen al ovocito.

#### Corona radiata
El espermatozoide se desliza a través de las células de la corona radiata, la capa de la granulosa que ahora rodea el ovocito fuera del folículo y del ovario mientras transita la trompa uterina.

#### Capacitación del espermatozoide
El espermatozoide debe someterse a una capacitación en el tracto reproductivo de la mujer durante varias horas, lo que aumenta su motilidad y desestabiliza su membrana, preparándolo para la reacción acrosómica, que asegura la penetración enzimática de la membrana resistente del huevo, la zona pelúcida, que rodea al ovocito.

#### Zona pelúcida

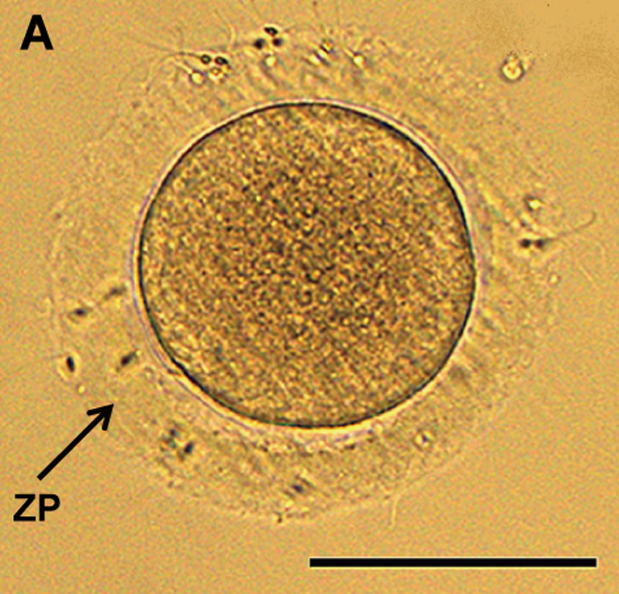
Zona pelúcida ZP, rodeando un ovocito

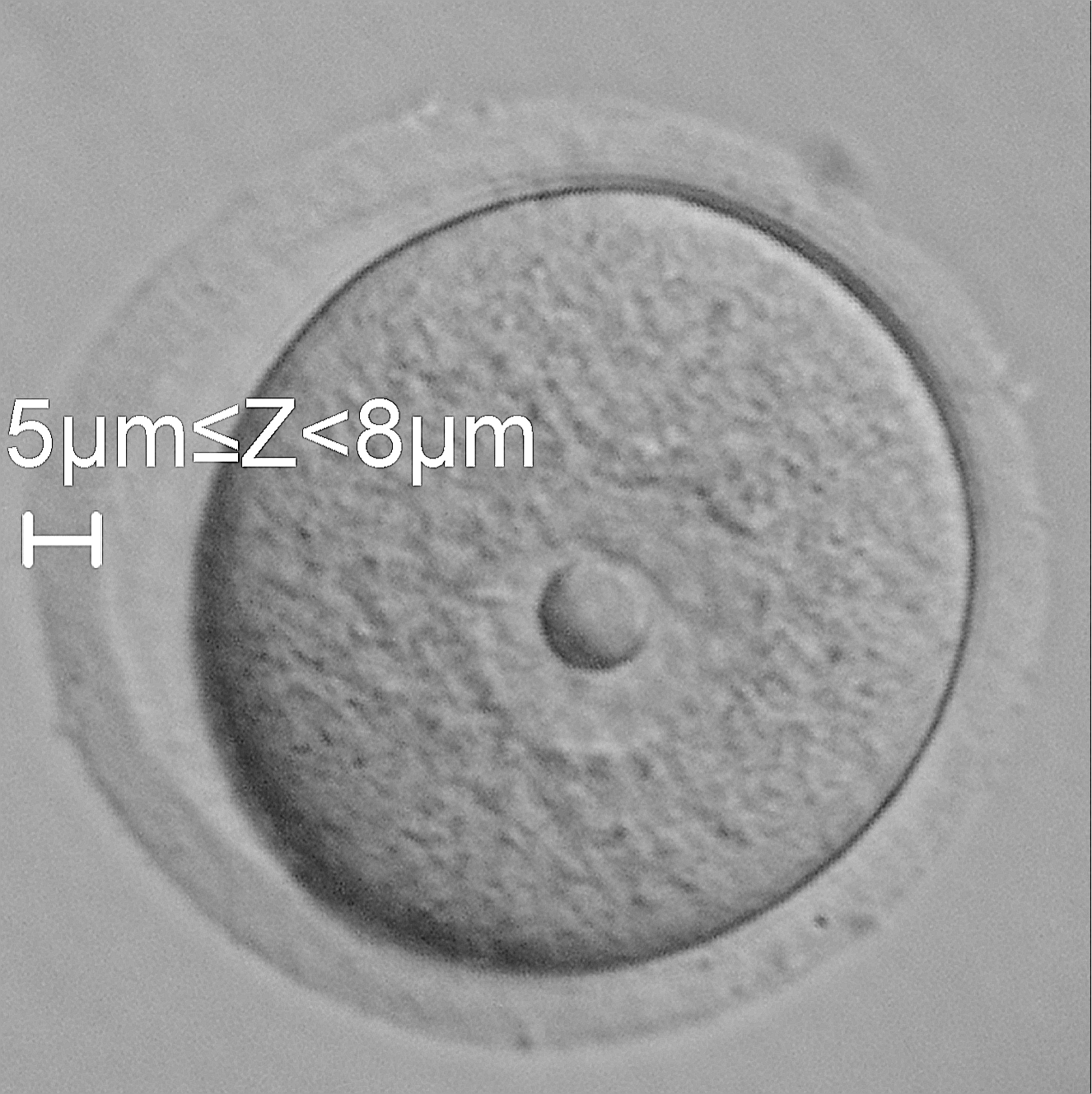
Zona Pelucida

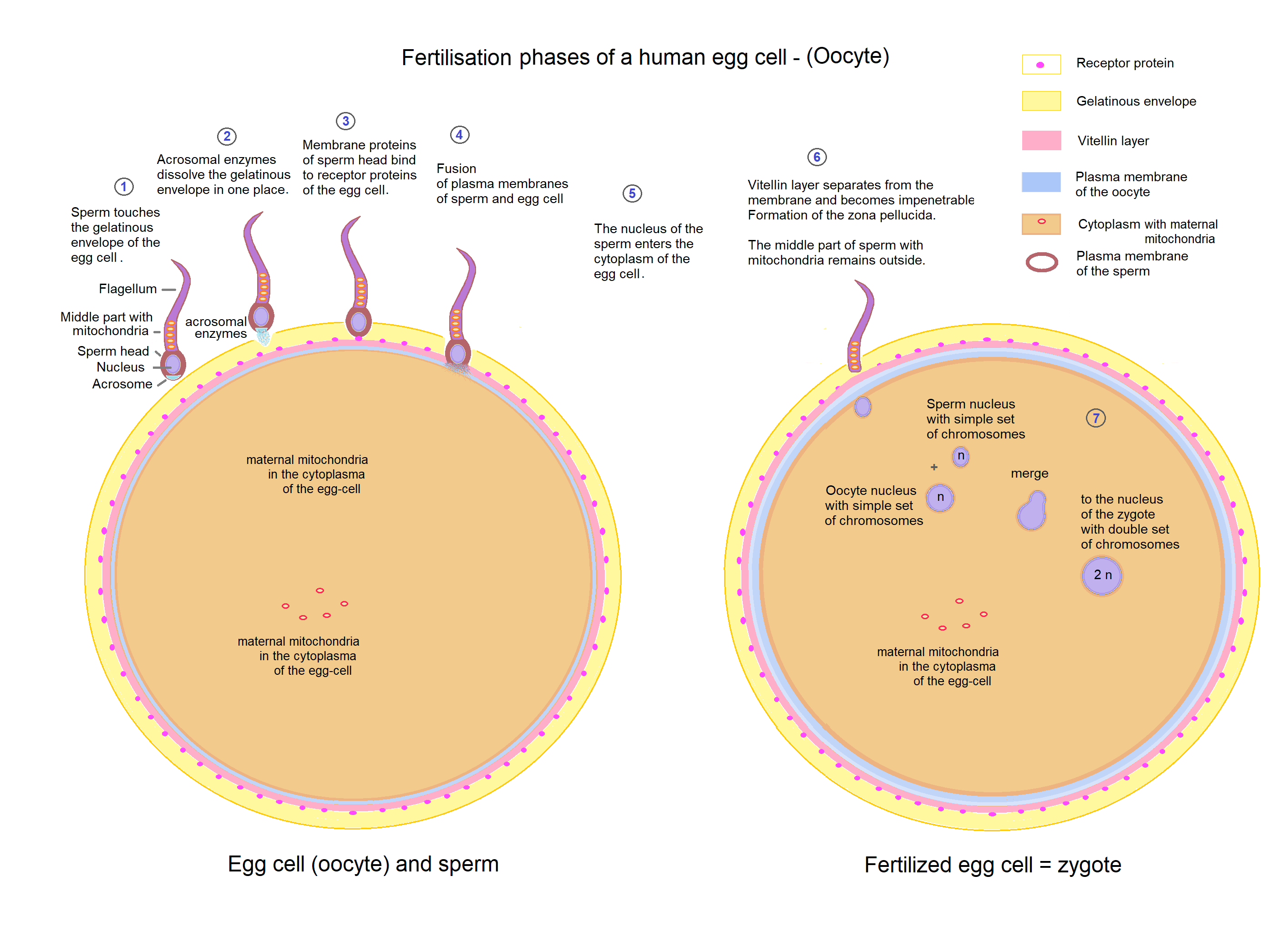
Los espermatozoides ingresan al óvulo utilizando enzimas acrosómicas para disolver la envoltura gelatinosa del ovocito.

Después de unirse a la corona radiata, el espermatozoide llega a la zona pelúcida, que es una matriz extracelular de glicoproteínas. Una molécula complementaria especial en la superficie de la cabeza del espermatozoide se une a una glicoproteína ZP3 en la zona pelúcida. Esta unión hace que el acrosoma explote, liberando enzimas que ayudan a los espermatozoides a atravesar la zona pelúcida.
Algunos espermatozoides consumen prematuramente su acrosoma en la superficie del óvulo, lo que facilita la penetración de otros espermatozoides. Como población, los espermatozoides tienen en promedio un 50% de similitud genómica, por lo que las reacciones acrosómicas prematuras ayudan a la fertilización por parte de un miembro de la misma cohorte. Puede considerarse como un mecanismo de selección de parentesco.
Estudios recientes han demostrado que el huevo no es pasivo durante este proceso.

#### Espacio perivitelino

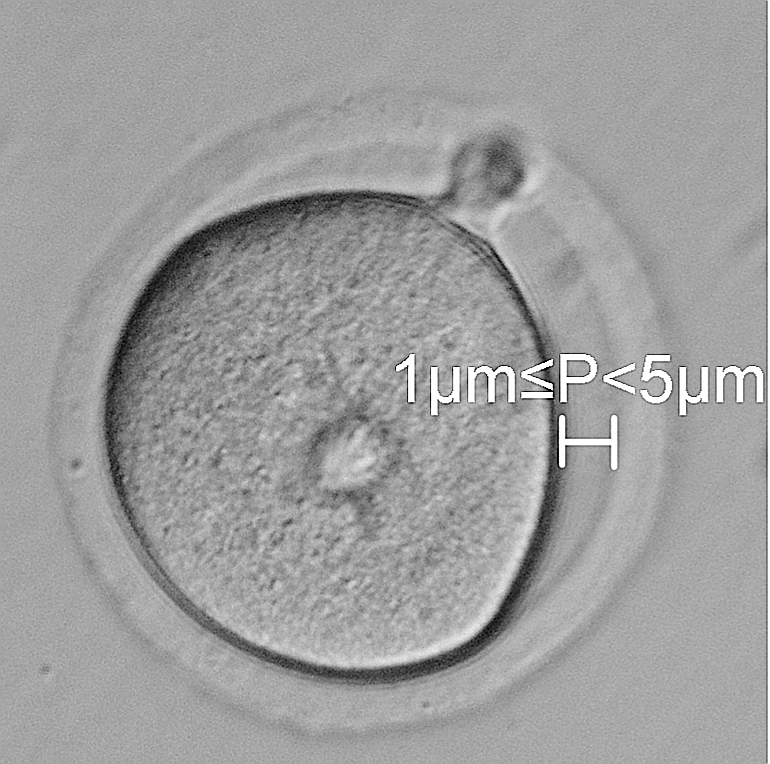
Espacio Perivitelino con corpúsculo polar de ovocito.

El espacio perivitelino (PVS en inglés) es un espacio virtual entre la zona pelúcida (ZP) y la membrana celular del ovocito (oolema). El EPV se asemeja a una matriz extracelular, se forma durante la ovogénesis y su tamaño varía durante el desarrollo del ovocito.

Contiene una matriz rica en ácido hialurónico y componentes que son filtrados a través de la ZP, como fluido del antro folicular y contiene proteínas producidas por las células del cúmulus.

El contenido proteico del EPV se modifica tras la exocitosis de los gránulos corticales (GC), las proteínas contenidas en estos organelos se dispersan dentro del EPV y producen un incremento significativo en su tamaño.

#### Reacción cortical
Los espermatozoides van más profundo después de la zona pelúcida, y entonces se produce una reacción de zona o reacción cortical en la superficie del ovocito. Los gránulos corticales dentro del óvulo, se fusionan con la membrana plasmática de la célula, lo que hace que las enzimas del interior de estos gránulos sean expulsadas por exocitosis a la zona pelúcida. Esto a su vez hace que las glicoproteínas en la zona pelúcida se hagan reticulares -las enzimas hidrolizan la proteína ZP2 a ZP2f- haciendo a toda la matriz dura e impermeable a los espermatozoides. Esto dificulta o evita la fertilización de un óvulo por un segundo espermatozoide. La reacción cortical y la reacción acrosómica son esenciales para garantizar que solo un espermatozoide fertilice un óvulo.

#### Cono de atracción y membrana perivitelina
Donde el espermatozoide está a punto de perforar, la yema (ooplasma) del óvulo
se extrae en una elevación cónica, denominada cono de atracción o cono de recepción. 
Una vez que ha entrado el espermatozoide, la porción periférica de la yema se convierte en una membrana, la membrana perivitelina, que evita el paso de espermatozoides adicionales.

### Fusión de membranas
Luego de la adhesión, las membranas plasmáticas del espermatozoide y el óvulo se fusionan. La membrana plasmática que cubre la capucha del acrosoma desaparece durante la "reacción acrosomal", y se produce la fusión entre la membrana del oocito y la membrana que cubre la región posterior de la cabeza del espermatozoide. En el humano la cabeza y la pieza intermedia del espermatozoide entran en contacto con el citoplasma del oocito, pero la membrana plasmática que las cubre es abandonada sobre la superficie del oocito.
Después de que el espermatozoide ingresa al citoplasma del ovocito, la pieza posterior y la capa externa del espermatozoide se desintegran. Se sabe que tanto las mitocondrias como la pieza posterior entran en la periferia del ovocito pero, una vez dentro, tiene lugar la degradación activa de las mitocondrias paternas y la eliminación del flagelo.  Se conoce que las mitocondrias del individuo adulto proceden de su madre. Existen casos en los que algunas mitocondrias del espermatozoide no son eliminadas y quedan presentes en algunos tejidos del feto, esto puede conducir a raras enfermedades genéticas. Tiene lugar la reacción cortical, lo que evita que otros espermatozoides fertilicen el mismo óvulo. El ovocito ahora sufre su segunda división meiótica produciendo el óvulo haploide y liberando un cuerpo polar. Luego, el núcleo del espermatozoide se fusiona con el óvulo, lo que permite la fusión de su material genético.
Cuando los espermatozoides ingresan al espacio perivitelino, la proteina Izumo1 sobre la cabeza del espermatozoide se unen a los receptores Juno sobre la membrana del ovocito.

Una vez que se han unido, en ese momento se producen dos bloqueos a la poliespermia. 
Después de aproximadamente 40 minutos, los otros receptores de Juno en el ovocito se pierden de la membrana, lo que hace que ya no sea fusogénico. 
Además, se producirá la reacción cortical que es causada por la unión de ovastacina y la escisión de los receptores ZP2 en la zona pelúcida. Estos dos bloqueos contra la poliespermia son los que evitan que el cigoto tenga demasiado ADN.

#### Membranas celulares
Tiene lugar la fusión de las membranas celulares del ovocito secundario y el espermatozoide.

#### Transformaciones
En preparación para la fusión de su material genético, tanto el ovocito como el espermatozoide sufren transformaciones como reacción a la fusión de las membranas celulares.
El ovocito completa su segunda división meiótica. Esto resulta en un óvulo maduro. El núcleo del ovocito se denomina pronúcleo en este proceso, para distinguirlo de los núcleos que son el resultado de la fecundación.
La cola y las mitocondrias de los espermatozoides se degeneran con la formación del pronúcleo masculino. Es por eso que todas las mitocondrias en los seres humanos son de origen materno. Aun así, una cantidad considerable de ARN de los espermatozoides se entrega al embrión resultante y probablemente influye en el desarrollo del embrión y el fenotipo de la descendencia.

### Replicación
Los pronúcleos migran hacia el centro del ovocito, replicando rápidamente su ADN mientras lo hacen para preparar el cigoto para su primera división mitótica.

### Mitosis
Por lo general, se fusionan los 23 cromosomas del espermatozoide y los 23 cromosomas del óvulo. Las membranas nucleares se disuelven sin dejar barreras entre los cromosomas del espermatozoide y el óvulo. Durante esta disolución, se forma un huso mitótico entre ellos. El huso captura los cromosomas antes de que se dispersen en el citoplasma del huevo. Después de la mitosis (que incluye la tracción de las cromátidas hacia los centríolos en anafase), la célula reúne juntos el material genético del macho y la hembra. Así, la primera mitosis de la unión de espermatozoides y ovocitos es la fusión real de sus cromosomas.

Cada una de las dos células hijas resultantes de esa mitosis, tiene una copia de cada cromátida que se replicó en la etapa anterior. Por tanto, son genéticamente idénticas.

## Edad de fertilización
La fertilización es el evento más comúnmente utilizado para marcar el punto cero en las descripciones del desarrollo prenatal del embrión o feto. La edad resultante se conoce como edad de fertilización, edad de fecundación, edad de concepción, edad embrionaria, edad fetal o edad de desarrollo intrauterino.
La edad gestacional, por el contrario, toma el comienzo del último período menstrual (FUM) como punto cero. Por convención, la edad gestacional se calcula agregando 14 días a la edad de fertilización y viceversa.

De hecho, la fecundación generalmente ocurre dentro de dos días de la ovulación, que, a su vez, ocurre en promedio 14,6 días después del comienzo de la menstruación anterior (FUM). También existe una variabilidad considerable en este intervalo, con un intervalo de predicción del 95% de la ovulación de 9 a 20 días después de la menstruación, incluso para una mujer promedio que tiene un tiempo medio de FUM hasta la ovulación de 14,6. En un grupo de referencia que representa a todas las mujeres, el intervalo de predicción del 95% de la FUM a la ovulación es de 8,2 a 20,5 días.
La edad de fertilización a veces también se usa después del nacimiento para estimar varios factores de riesgo. Por ejemplo, es un mejor predictor que la edad posnatal del riesgo de hemorragia intraventricular en bebés prematuros tratados con oxigenación por membrana extracorpórea.

## Fertilizaciónin vitro
La fertilización in vitro es una técnica en la que, la fertilización se realiza fuera del cuerpo de la madre. Es el principal tratamiento para la esterilidad cuando otros métodos de reproducción asistida no han tenido éxito. El proceso implica el control hormonal del proceso ovulatorio, extrayendo uno o varios ovocitos de los ovarios maternos, para permitir que sean fecundados por espermatozoides en un medio líquido. El óvulo fecundado (cigoto) puede entonces ser transferido al útero.